# Björn Johansson (entreprenör)
Björn Rune Johansson, född 18 december 1946 i Enskede, är en svensk entreprenör, grundare av Tennant Försäkringar, tidigare SUSAB, Mobillån Sverige AB, Barnsjukhuset Martina, Sveriges första privata barnsjukhus, Heart of Brands, ej längre existerande modeföretag med varumärken såsom Gul & Blå och Pour vars aktier var noterat på Aktietorget.
När Barnsjukhuset Martina slog upp portarna 2008 var han och sönerna Michael Johansson (född 1976) och Magnus Johansson (född 1979) med bland ägarna. Övriga ägare var Magnus Ullman, Martina Ullman och Erland Löfberg.